# Linha Vermelha (Rio de Janeiro)
A RJ-071, oficialmente denominada Via Expressa Presidente João Goulart e popularmente conhecida como Linha Vermelha, é uma via expressa do estado do Rio de Janeiro que liga os municípios do Rio de Janeiro e São João de Meriti, atravessando também o município de Duque de Caxias.

## História

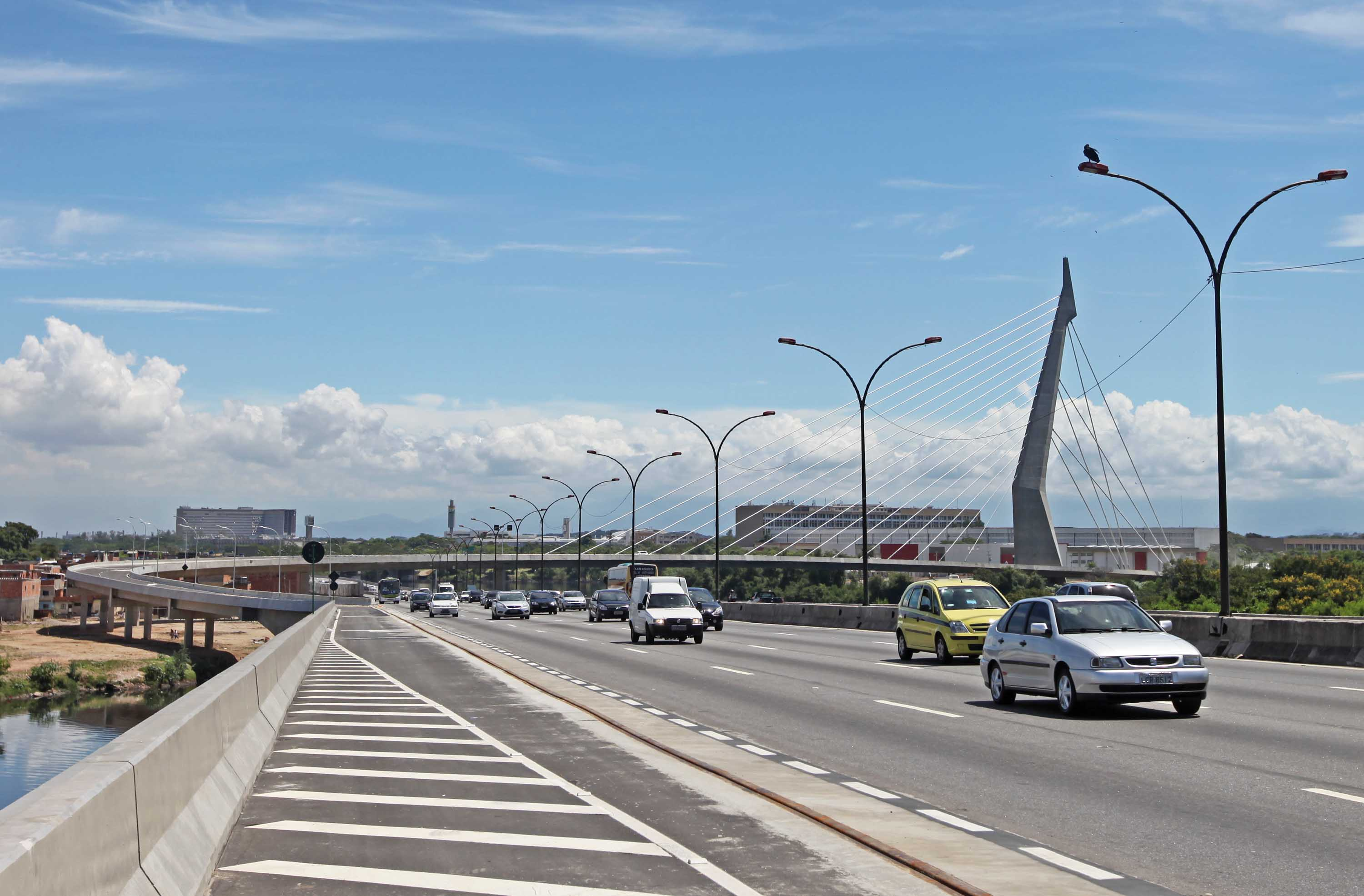
A Linha Vermelha (sentido norte-sul) nas proximidades da Ponte do Saber (ao fundo).

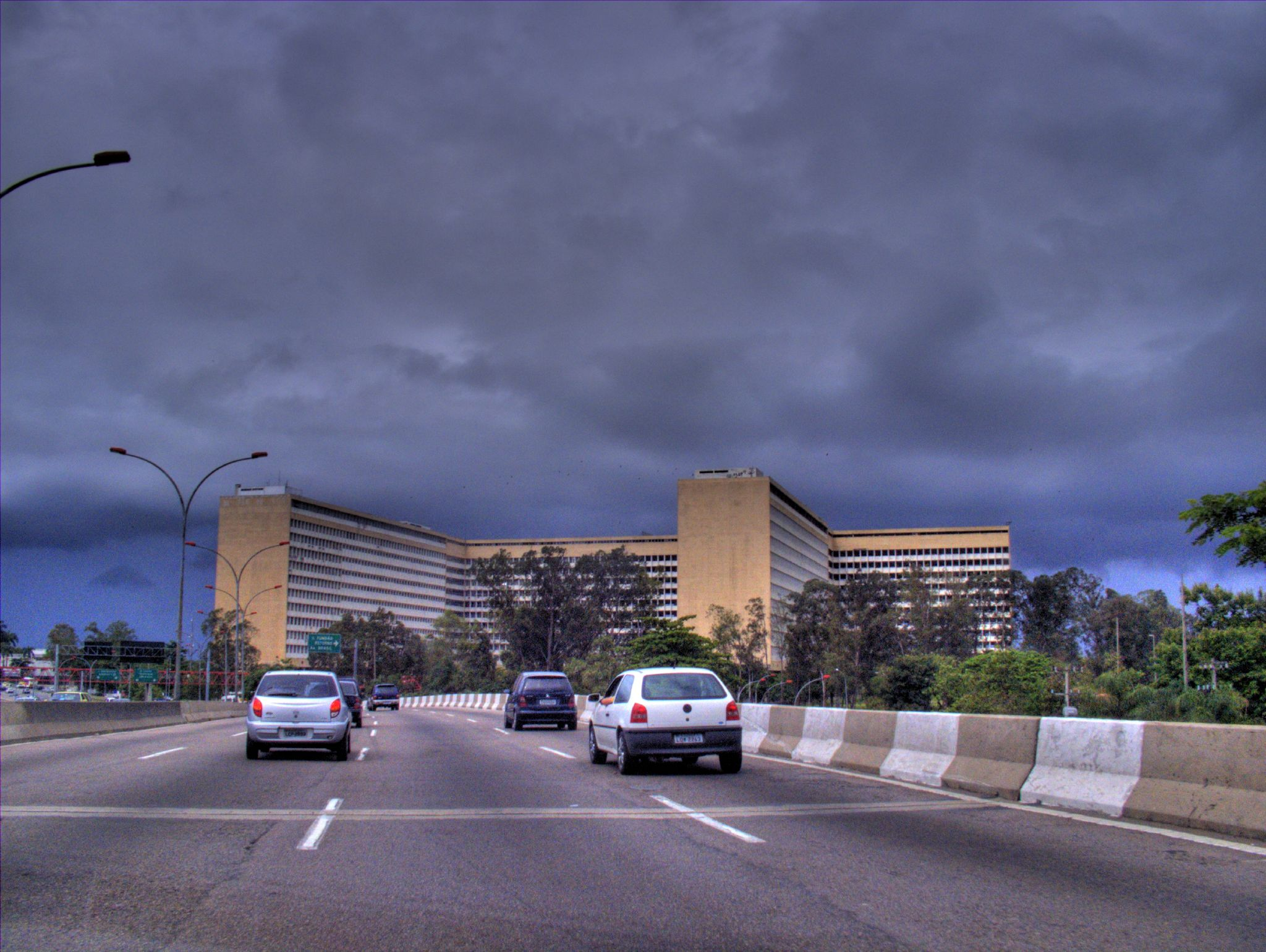
A Linha Vermelha nas proximidades do Hospital Universitário da UFRJ (ao fundo).

Sua inauguração foi feita em 3 etapas: a primeira delas foi em 15 de abril de 1978, no trecho de 5,2 km entre o fim do Elevado Paulo de Frontin, na Cidade Nova, e o Campo de São Cristóvão. Quatorze anos depois, em 30 de abril de 1992, foi entre o trecho de 7 km entre o bairro de São Cristóvão e a Ilha do Fundão. Em 11 de setembro de 1994, o segundo trecho de 14 km entre a Ilha do Fundão e a Rodovia Presidente Dutra foi aberto ao trânsito. A via serve principalmente ao deslocamento entre a Baixada Fluminense (Belford Roxo, São João de Meriti, Nova Iguaçu, Mesquita, Duque de Caxias) até o Centro da cidade do Rio e à Zona Sul e através do Elevado Paulo de Frontin, na extensão de 21 quilômetros, percorridos em cerca de 20 minutos.
Baseada no projeto do arquiteto grego Constantino Doxiádis - o chamado Plano Doxiadis, apresentado em 1965 -, só seria totalmente concretizada em 1992, no mandato do governador Leonel Brizola, quando, então, recebeu o nome de Avenida Tiradentes e, posteriormente, o nome do ex-presidente brasileiro João Goulart.
Essa via também é o principal acesso ao Aeroporto Internacional do Rio de Janeiro e à Ilha do Fundão, assim como à Ilha do Governador, para os habitantes da Baixada Fluminense e da Zona Sul da cidade do Rio de Janeiro. Foi construída com o objetivo de diminuir o trânsito da Avenida Brasil, no trecho da saída da Rodovia Presidente Dutra até São Cristóvão. Devido a falhas no projeto inicial e à falta de um controle de tráfego eficiente, com estimativa inferior do real fluxo de veículos, o objetivo não foi conseguido de forma efetiva.
Por atravessar diversas áreas carentes, é, atualmente, conhecida pelos frequentes atos de violência que ocorrem em seu entorno - visto ser margeada por aproximadamente 18 favelas, todas repletas de atividade criminal do tráfico de drogas.
Em fevereiro de 2007, apesar de a Via Expressa ser intermunicipal, já que corta 3 municípios, o Governo do Estado transferiu a administração da via expressa para a Prefeitura da Cidade do Rio de Janeiro.
A Via Expressa Presidente João Goulart foi inaugurada em 1992, pelo então Governador fluminense Leonel Brizola, porém somente em 2010, já na administração da Prefeitura da Capital, através da CET-RIO ela vem recebendo obras de recapeamento total. Porém, em alguns trechos, ainda conta com asfalto em péssimo estado. Um problema crônico da via é que alguns trechos foram construídos em solo instável, criando uma tendência à avenida entortar e afundar ao longo do tempo, nestas partes.
Em 2012 foi inaugurada a Ponte do Saber, ligação da Cidade Universitária, na Ilha do Fundão, com a Linha Vermelha, sendo a primeira ponte estaiada do Rio.

## Interseções da Linha Vermelha

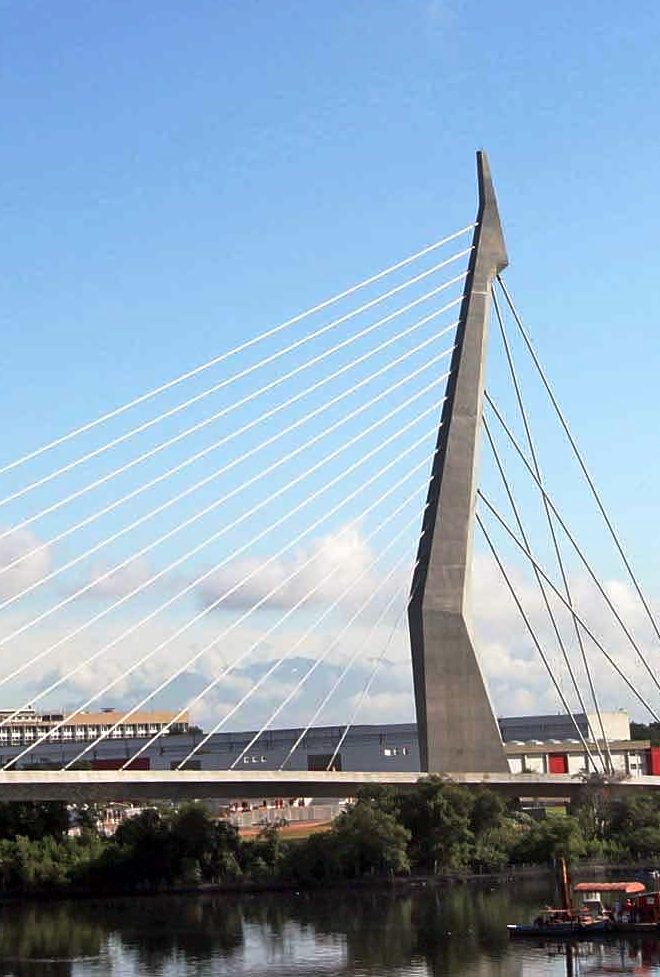
A Ponte do Saber liga a Linha Vermelha à Cidade Universitária da UFRJ na Ilha do Fundão.

- Rodovia Presidente Dutra, ligação para 6 municípios da Baixada Fluminense e para São Paulo.
- Avenida Doutor Manoel Teles, acesso secundário ao Centro de Duque de Caxias, para alguns bairros do município e de São João de Meriti, que são limítrofes, como Jardim Sumaré e Parque Araruama.
- Avenida Governador Leonel de Moura Brizola (Antiga Presidente Kennedy) (RJ-101), ligação para o Centro de Duque de Caxias
- Rodovia Washington Luís (BR-040), ligação para Magé, Guapimirim, Petrópolis, Teresópolis, Além Paraíba, Juiz de Fora, Belo Horizonte e Brasília
- Ponte Governador Leonel de Moura Brizola - ligação para o Aeroporto Internacional do Rio de Janeiro e Ilha do Governador;
- Ilha do Fundão.
- Complexo da Maré.
- Linha Amarela - ligação para o Méier, Jacarepaguá e Barra da Tijuca.
- Avenida Brasil (BR-101), considerada a porta de entrada da cidade do Rio de Janeiro

→ Viaduto Celso Furtado - acesso ao sentido Baixada da Linha Vermelha.
→ Viaduto Professor Mário Henrique Simonsen - acesso ao Túnel Prefeito Marcello Alencar (essencial para chegar-se ao Aeroporto Santos Dumont e à Zona Sul com rapidez) e Ponte Rio-Niterói - Avenida Brasil sentido Centro.
- Campo de São Cristóvão
- Rua Francisco Eugênio - (via urbana de acesso para a Avenida Francisco Bicalho, artéria vital para ligação do Centro à Av. Brasil).
- Túnel Rebouças - importante ligação para a Zona Sul da cidade do Rio de Janeiro.

## Bairros cortados pela Linha Vermelha
| Bairro (município)                    | Extensão (km) |
| ------------------------------------- | ------------- |
| Pavuna (Rio de Janeiro)               | 0,7           |
| Parque Araruama (São João de Meriti)  | 1,0           |
| Parque Lafaiete (Duque de Caxias)     | 2,7           |
| Vigário Geral (Rio de Janeiro)        | 1,0           |
| Parada de Lucas (Rio de Janeiro)      | 1,0           |
| Cordovil (Rio de Janeiro)             | 1,7           |
| Galeão (Rio de Janeiro)               | 1,9           |
| Cidade Universitária (Rio de Janeiro) | 1,1           |
| Maré (Rio de Janeiro)                 | 2,5           |
| Caju (Rio de Janeiro)                 | 1,9           |
| Vasco da Gama (Rio de Janeiro)        | 1,2           |
| São Cristóvão (Rio de Janeiro)        | 1,7           |
| Rio Comprido (Rio de Janeiro)         | 0,7           |
| Trecho sobre a Baía de Guanabara      | 2,8           |
| TOTAL                                 | 21,9          |

## Consequências da Inauguração da Via Expressa Presidente João Goulart

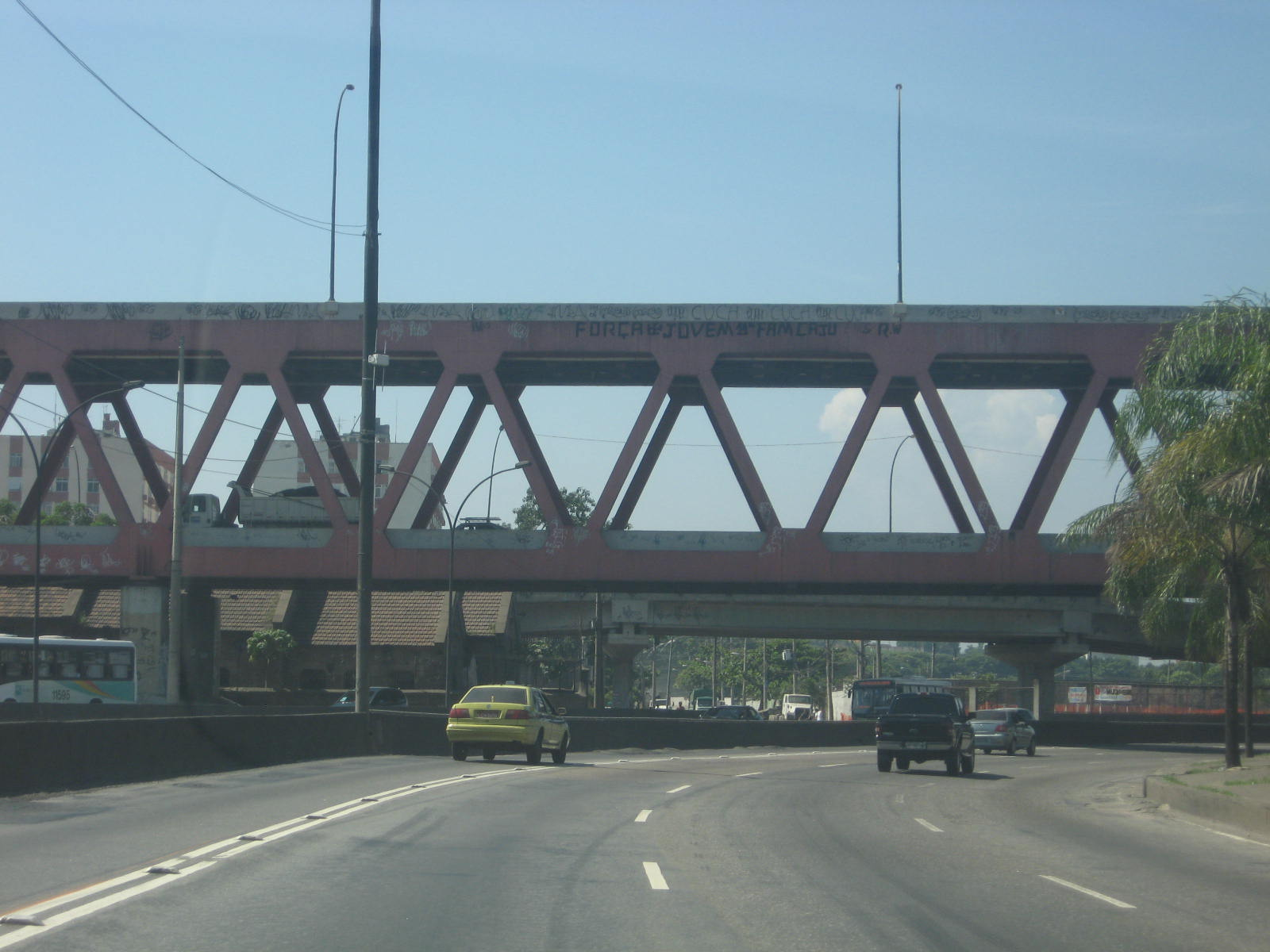
Viaduto da Linha Vermelha sobre a Avenida Brasil.

- Absorção do excesso de tráfego da Avenida Brasil, por ser uma via paralela a ela, que, à época da inauguração da Linha Vermelha, já se encontrava no limite do saturamento;
- Melhoria na trafegabilidade da cidade, com maior facilidade de acesso a diversos locais e vias, e com a impressão de uma média de velocidade superior a 60-90km/h nos 21 quilômetros desta via expressa, o que colabora com viagens bem mais rápidas com origem da Baixada ao Centro, Zona Sul e a Ponte Rio-Niterói (o que hoje só pode ser notado nos finais de semana ou feriados, quando o fluxo de veículos é menor, não havendo congestionamentos);
- Surgimento das linhas intermunicipais especiais, com origem por todos os municípios que margeiam esta via expressa, para dinamizar as viagens sem necessidade de utilizarem a Avenida Brasil. Entre os vários exemplos estão as linhas intermunicipais criadas para operar com ônibus rodoviários entre a Baixada(Nova Iguaçu e Duque de Caxias) até as proximidades da estação Central do Brasil;
- Grandes congestionamentos na altura da Ilha do Fundão (Avenida Carlos Lacerda - Linha Amarela) devido à junção do trecho com grande fluxo de veículos da Baixada Fluminense com o trecho de entrada para a Ilha do Governador;
- Eclosão da violência urbana, devido ao traçado da via expressa não possuir múltiplas saídas e estar exatamente vizinha a dezenas de favelas, onde há conflitos armados constantes;
- Construção da via expressa Via Light ligando a Pavuna à Baixada Fluminense, mas que será estendida até a Avenida Brasil, deixando de existir a futura ligação.
- Construção do elevado ligando-se com a Ponte Rio-Niterói Um viaduto de pista dupla com quase dois quilômetros e meio de extensão que passa sobre a região do Caju ligando-se à Linha Vermelha.
- Construção da Ponte estaiada ligando a Cidade Universitária à Linha Vermelha  A Ponte do Saber liga a Cidade Universitária à Zona Sul, via Linha Vermelha, evitando que se tenha que ir até o Hospital Universitário e retornar, trazendo benefícios no trânsito interno, no acesso à Ilha do Governador, na Ponte Sul, na Linha Amarela.
- Construção do elevado que faz a ligação entre o viaduto do gasômetro e a Linha Vermelha tem como objetivo reduzir o fluxo de veículos na Av. Francisco Bicalho.